# Xã York, Quận Day, South Dakota
Xã York (tiếng Anh: York Township) là một xã thuộc quận Day, tiểu bang Nam Dakota, Hoa Kỳ. Năm 2010, dân số của xã này là 34 người.